# Síndrome de acomodación al abuso sexual infantil
El síndrome de acomodación al abuso sexual infantil (SAASI) es un síndrome propuesto por Roland C. Summit en 1983 para describir cómo creía que respondían los niños víctimas de abuso sexual al abuso sexual continuado. Dijo que los niños «aprenden a aceptar la situación y a sobrevivir. No hay salida ni lugar al que huir. El niño sano, normal y emocionalmente resistente aprenderá a acomodarse a la realidad del abuso sexual continuado».
Summit describió cómo afirmaba que los niños intentan resolver la experiencia del abuso sexual en relación con los efectos de la revelación en la vida real. Planteó cinco etapas:
1. Secretismo
2. Indefensión
3. Aprisionamiento y acomodación
4. Revelación tardía
5. Retractación

El propio Summit reconoció en artículos posteriores hasta qué punto muchas personas estaban confundidas por el uso del término «síndrome» y cómo su teoría se había utilizado de forma inapropiada como método de diagnóstico tanto para las ciencias del comportamiento como para los juicios penales.
Según Mary de Young, el SAASI se invocó a menudo durante la histeria de abuso sexual en las guarderías de las décadas de 1980 y 1990, porque pretende explicar tanto el retraso en las revelaciones como las retiradas de alegaciones falsas de abuso sexual infantil. De Young argumentó que el SAASI se utiliza para justificar cualquier declaración realizada por un niño como indicio de que se ha producido un abuso sexual, porque la revelación inmediata podría ser un indicio de abuso, pero también lo sería la revelación tardía, la retirada y la negación sostenida.
Varios estados han prohibido el testimonio en relación con el SAASI, basándose en la evidencia de que no es aceptado generalmente por los científicos, excepto para la presentación de informes retrasados. Ni la Asociación Estadounidense de Psiquiatría ni la Asociación Estadounidense de Psicología han reconocido el SAASI.